# Anaal Nathrakh
Anaal Nathrakh är ett brittiskt black metalband som grundades 1999 i Birmingham. De spelar extrem black/grindcore. Bandnamnet (på gammelirländska; anál nathrach) kommer från Merlins Charm of Making i John Boormans film Excalibur (1981). 
Anaal Nathrakh beskrivs vanligtvis som ett black metal-band, men till skillnad från det stora flertalet band inom denna genre (om inte alla), klär de sig alltid i vardagliga kläder och motsätter sig corpse paint (målade ansikten) samt den typiska klädseln i denna subkultur (nitar, handleds- och benskydd med spikar, långt hår, svarta läderkläder, smycken med uppochnedvända kors osv).
Bandet publicerar inte sina låttexter eftersom, enligt vad de har sagt i intervjuer, deras låtar behandlar teman som apokalypsen, misantropi och dödens natur.
Anaal Nathrakh, likt många black metal-band, hämtar inspiration till sina texter från filosofen Friedrich Nietzsche, och hans inflytande är särskilt tydligt i låtar som ”Human, All Too Fucking Human” och ”Revaluation of All Values”.
Enligt Michael Eversons tolkning betyder det ungefär "Andedräkt av ormen".
All musik av Anaal Nathrakh skrivs, spelas in och produceras av Mick Kenney.

## Medlemmar
Nuvarande medlemmar
- V.I.T.R.I.O.L. (Dave Hunt) – sång (1998– )
- Irrumator (Mick Kenney) – basgitarr, gitarr, programmering (1998– )

Tidigare medlemmar
- Leicia – basgitarr (1998–2000)

Anaal Nathrakh hade fram tills 2005 aldrig spelat spelat live, men då hyrde de in extra medlemmar.
Nuvarande livemedlemmar
- St. Evil (Steve Powell) – trummor (2006– )
- Drunk (Duncan Wilkins) – basgitarr, sång (2011– )
- G Rash (James Walford) – basgitarr (2011), gitarr (2011– )
- John Cooke – basgitarr (2015– )
- Anil Carrier – trummor (2016– )

Tidigare livemedlemmar
- Frank Healy – basgitarr (2003)
- Embryonomous (Shane Embury) – basgitarr (2004–2005, 2012)
- Nicholas Barker – trummor (2004)
- Ventnor (Paul Harrington) – gitarr, bakgrundssång (2004-2011)
- Danny Herrera – trummor (2005)
- Misery (Paul Kenny) – basgitarr (2006–2010)
- Dan Rose – gitarr (2011–2012, 2014)

Bildgalleri

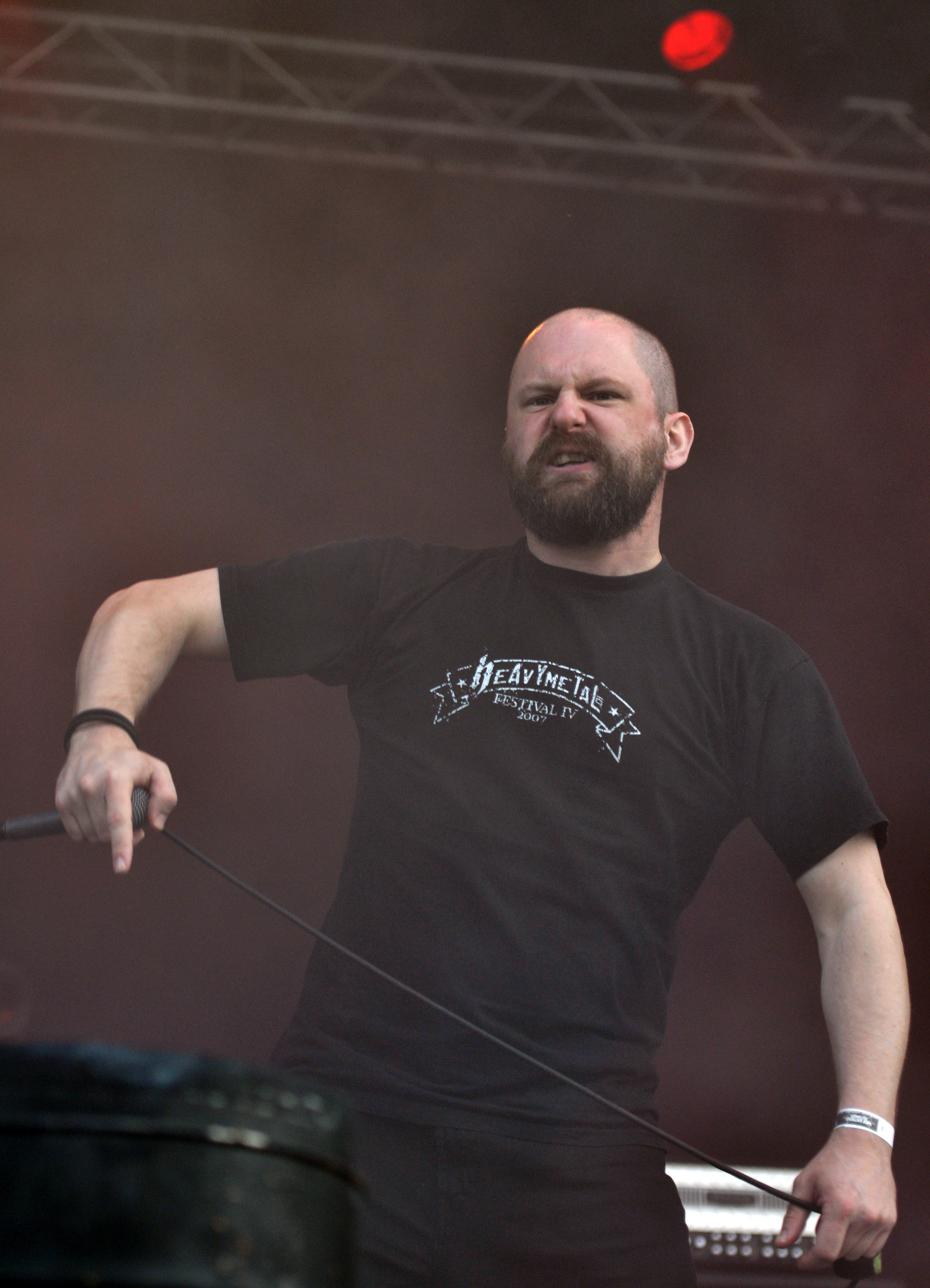
Dave „V.I.T.R.I.O.L.“ Hunt 2013
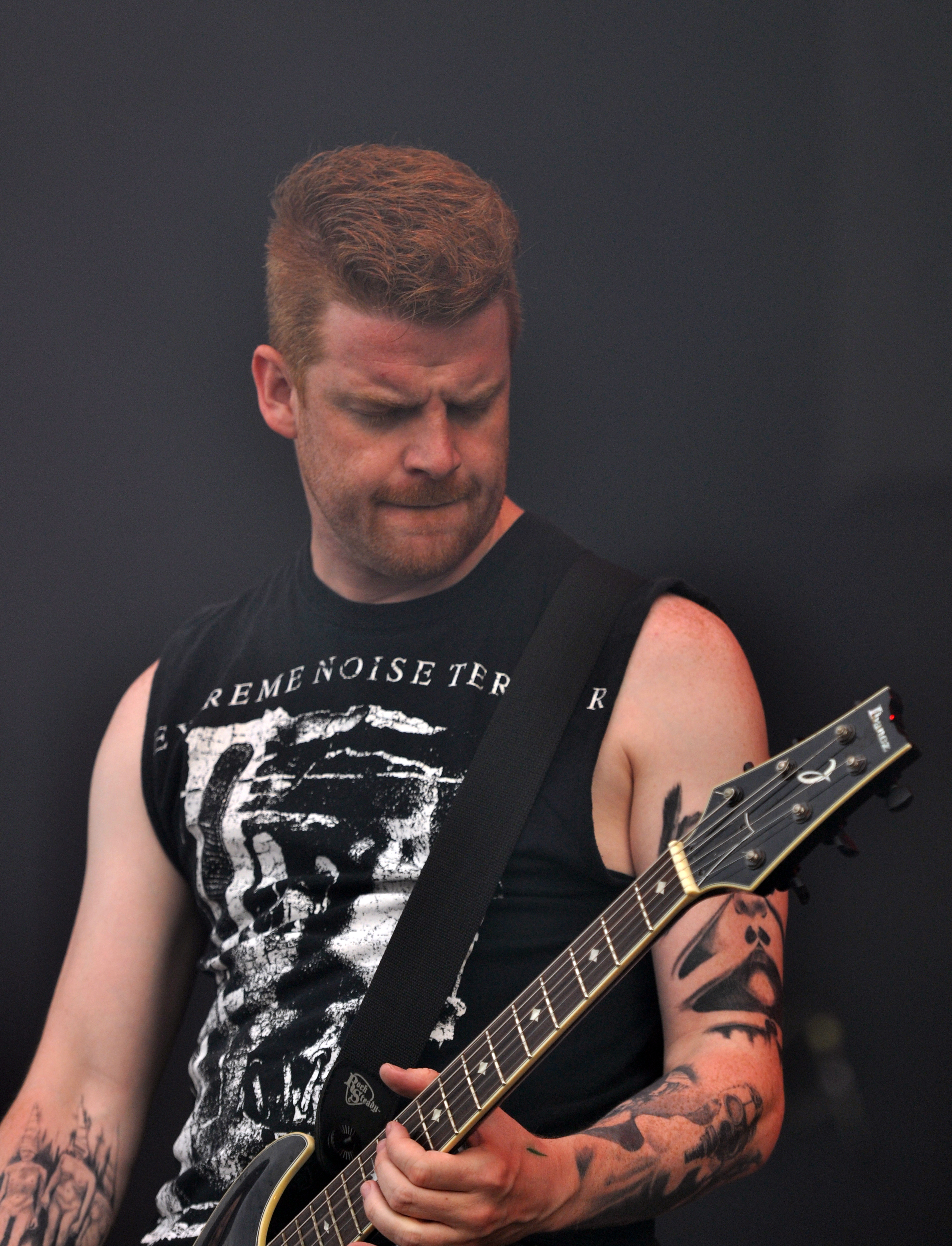
Mick „Irrumator“ Kenney 2013
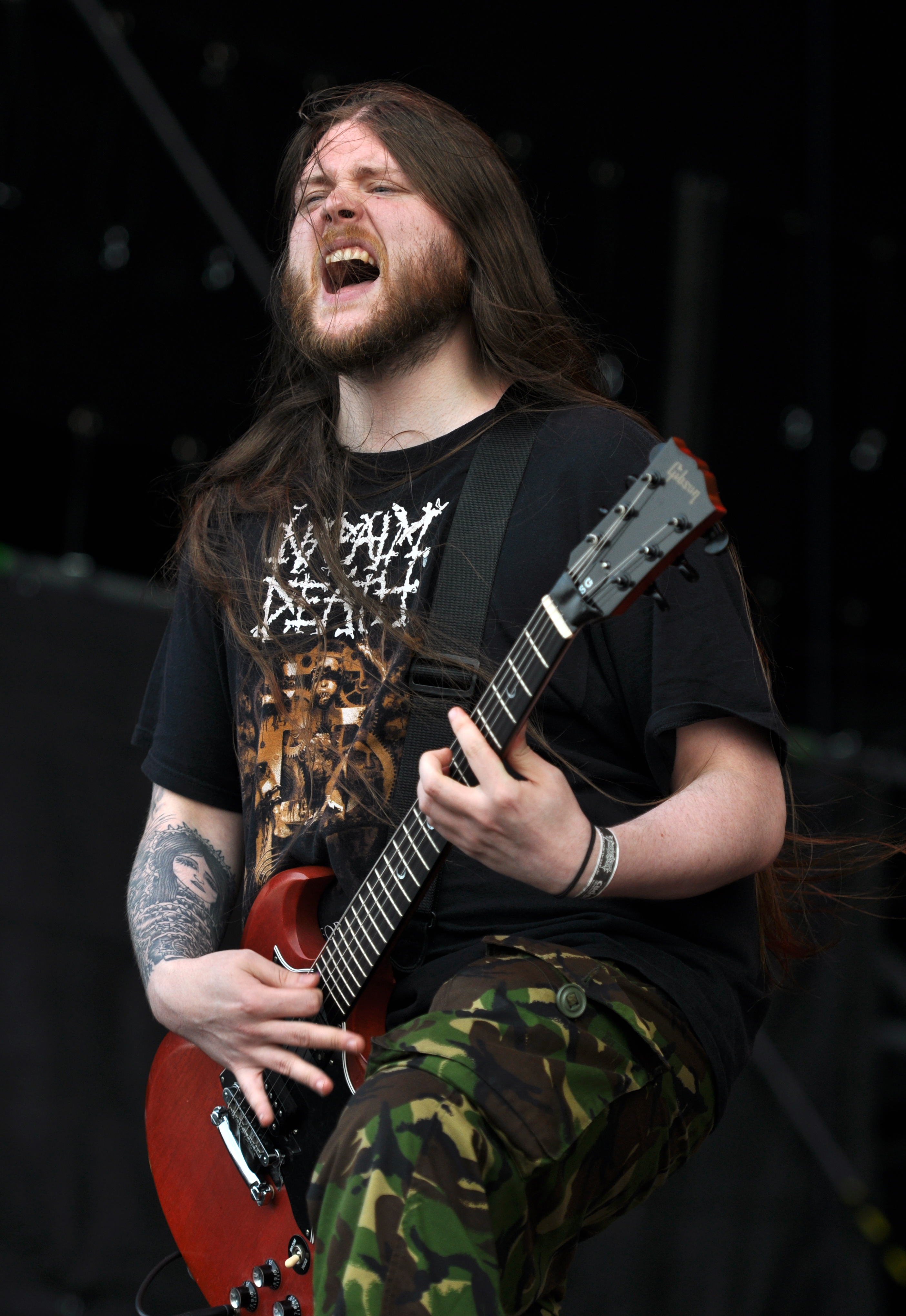
G Rash 2013
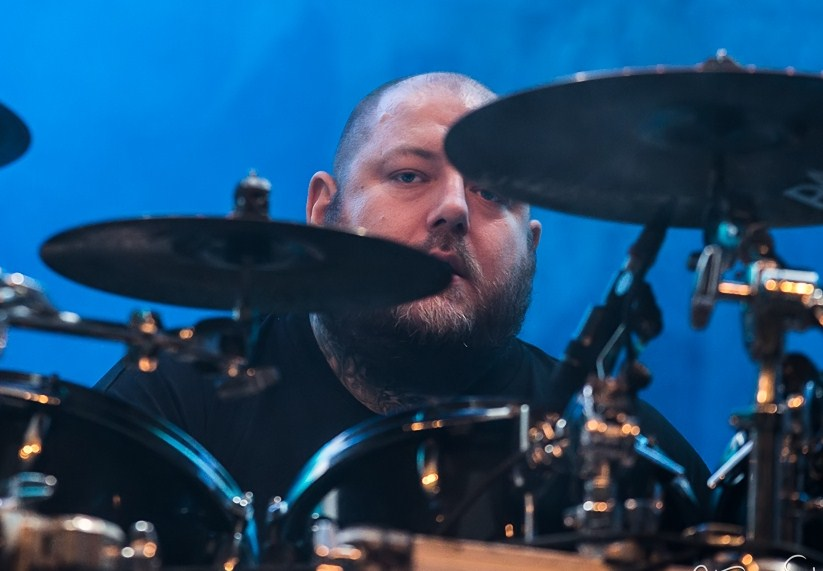
Nick Barker 2013

## Diskografi
Demo
- Anaal Nathrakh (1999)
- Total Fucking Necro (1999)

Studioalbum
- The Codex Necro (2001)
- Domine Non Es Dignus (2004)
- Eschaton (2006)
- Hell Is Empty And All The Devils Are Here (2007)
- In The Constellation Of The Black Widow (2009)
- Passion (2011)
- Vanitas (2012)
- Desideratum (2014)
- The Whole Of The Law (2016)
- A New Kind of Horror (2018)
- Endarkenment (2020)

EP
- When Fire Rains down from the Sky, Mankind Will Reap as It Has Sown (2003)

Singlar
- "More of Fire Than Blood" (2009)
- "Man at C&A" (2011)
- "Of Fire, and Fucking Pigs" (2012)

Samlingsalbum
- Total Fucking Necro (2002)
- The Codex Necro / When Fire Rains Down from the Sky, Mankind Will Reap as it Has Sown (2010)
- The Candlelight Years (2015) (CD-box)